# السعودية في كأس آسيا 2011
شارك المنتخب السّعُوديّ في بطولة كأس آسيا 2011 والتي أقيمت في قطر.
على غرار المشاركة في نسخة 2004، خرج المنتخب السعودي من دور المجموعات، بعد ثلاث هزائم أمام كل من سوريا واليابان والأردن.

## التصفيات
تم إعفاء المنتخب السعودي من التصفيات، وتأهل تلقائيًا للبطولة، بعدما لعب نهائي البطولة السابقة.

## التحضيرات
أجرى المتتخب السعودي ثلاث مباريات ودية استعدادا للبطولة.
| السعودية | 0–1 | العراق         |
| -------- | --- | -------------- |
|          |     | يونس محمود 25' |

| السعودية         | 1–0 | البحرين |
| ---------------- | --- | ------- |
| أسامة المولد 25' |     |         |

| السعودية | 0–0 | أنغولا |
| -------- | --- | ------ |
|          |     |        |

## مرحلة المجمُوعات
|   | المنتخب  | نقاط | لعب | ف | ت | خ | له | عليه | ف.أ |
| - | -------- | ---- | --- | - | - | - | -- | ---- | --- |
| 1 | اليابان  | 7    | 3   | 2 | 1 | 0 | 8  | 2    | +6  |
| 2 | الأردن   | 7    | 3   | 2 | 1 | 0 | 4  | 2    | +2  |
| 3 | سوريا    | 3    | 3   | 1 | 0 | 2 | 4  | 5    | -1  |
| 4 | السعودية | 0    | 3   | 0 | 0 | 3 | 1  | 8    | -7  |

| 9 يناير 2011  | اليابان | 1 | 1 | الأردن   |
|               | سوريا   | 2 | 1 | السعودية |
| 13 يناير 2011 | الأردن  | 1 | 0 | السعودية |
|               | اليابان | 2 | 1 | سوريا    |
| 17 يناير 2011 | اليابان | 5 | 0 | السعودية |
|               | الأردن  | 2 | 1 | سوريا    |

### السعُودية ضد سوريا
| السعودية         | 1–2            | سوريا                      |
| ---------------- | -------------- | -------------------------- |
| تيسير الجاسم 60' | تقرير المقابلة | عبد الرزاق الحسين 38'، 63' |

### السّعُودية ضد الأردن
| السعودية | 0–1            | الأردن              |
| -------- | -------------- | ------------------- |
|          | تقرير المقابلة | بهاء عبد الرحمن 42' |

### السعُودية ضد اليابان
| السعودية | 0–5            | اليابان                                              |
| -------- | -------------- | ---------------------------------------------------- |
|          | تقرير المقابلة | شينجي أوكازاكي 8'، 13'، 80' · ريويتشي مايدا 19'، 51' |

## مَرَاجِع
1. ↑  "مباريات كأس أمم آسيا 2011 على موقع مؤسسة إحصاءات وثيقة لرياضة كرة القدم". RSSSF.com. مؤرشف من الأصل في 2020-04-30. اطلع عليه بتاريخ أغسطس 2020. {{استشهاد ويب}}: تحقق من التاريخ في: |تاريخ الوصول= (مساعدة)